# Ravensara perareolata
Ravensara perareolata är en lagerväxtart som beskrevs av André Joseph Guillaume Henri Kostermans. Ravensara perareolata ingår i släktet Ravensara och familjen lagerväxter. Inga underarter finns listade i Catalogue of Life.